# Birthday Girl
Birthday Girl (bra: A Isca Perfeita; prt: Da Rússia com Amor) é um filme britano-estadunidense de 2001, dos gêneros comédia romântico-dramática e suspense erótico, dirigido por Jez Butterworth. A trama se concentra no funcionário de banco inglês John Buckingham, que pede uma noiva russa por correspondência, Nadia. Torna-se claro após sua chegada que Nadia não sabe falar inglês e, logo no início de sua estadia, dois homens misteriosos chegam à casa alegando ser seu primo e amigo de seu primo. O filme apresenta Nicole Kidman, Ben Chaplin, Mathieu Kassovitz e Vincent Cassel. Inglês e russo são falados alternadamente no filme.

## Enredo
John Buckingham (Ben Chaplin), um solitário funcionário do banco de St. Albans, pede uma noiva por correspondência Nadia (Nicole Kidman) da Rússia na internet em um site de relacionamentos. John é desconfortável e tímido, mas Nadia é sexualmente ousada. Embora Nadia não possa falar inglês e John não possa falar russo, eles logo se unem. Mais tarde, um homem que ela apresenta como seu primo Yuri (Mathieu Kassovitz) e seu amigo Alexei (Vincent Cassel) aparecem para comemorar seu aniversário. Alexei logo mostra que ele tem um temperamento. Depois de uma briga violenta, Alexei mantém Nadia como refém e exige um resgate de John. John cresceu para cuidar de Nadia e é forçado a roubar do banco onde trabalha há dez anos. Depois que o resgate é pago, ele percebe que foi vítima de um golpe elaborado. Nadia, Yuri e Alexei são criminosos, e Alexei é realmente o namorado de Nadia.
John descobre que o trio realizou o mesmo golpe em homens da Suíça, Grécia e Alemanha, entre outros. Eles o pegam prisioneiro, tiram-no de cuecas e amarram-no a um banheiro de um motel. Ele finalmente consegue se libertar e rapidamente descobre que Nadia foi deixada para trás depois que Alexei descobriu que estava grávida. John se veste e subsequentemente entra em uma briga com Nadia, que depois revela que ela pode realmente falar inglês e que seu nome não é Nadia.
John leva Nadia para entregá-la à polícia - na esperança de limpar seu nome como um ladrão de banco procurado. Em última análise, porém, ele simpatiza com ela e decide contra. Ele a deixa no aeroporto, onde ela é sequestrada por Alexei - que agora quer que Nadia tenha o bebê. John a resgata, amarrando Alexei em uma cadeira. Eles fazem uma causa comum contra os dois homens russos. Nadia informa a John que seu nome verdadeiro é Sophia. John, disfarçado de Alexei, parte para a Rússia com Sophia.[carece de fontes?]

## Elenco
- Nicole Kidman .... Sophia/Nadia
- Ben Chaplin .... John Buckingham
- Vincent Cassel .... Alexei
- Mathieu Kassovitz .... Yuri
- Kate Evans .... Clare
- Stephen Mangan .... Bank Manager
- Xander Armstrong .... Robert Moseley
- Sally Phillips .... Karen
- Jo McInnes .... garçonete
- Ben Miller .... Concierge
- Jonathan Aris .... D.I. O'Fetiger
- Steve Pemberton .... sargento de serviço
- Reece Shearsmith .... Porter
- Mark Gatiss .... Porter

## Bilheteria
O filme arrecadou US$16,171,098.

## Recepção
No consenso do agregador de críticas Rotten Tomatoes diz que "Kidman mostra seu potencial neste filme peculiar, mas a mudança de tom da comédia romântica para o suspense pode deixar os espectadores insatisfeitos." Na pontuação onde a equipe do site categoriza as opiniões da  grande mídia e da mídia independente apenas como positivas ou negativas, o filme tem um índice de aprovação de 59% calculado com base em 122 comentários dos críticos. Por comparação, com as mesmas opiniões sendo calculadas usando uma média aritmética ponderada, a nota alcançada é 5,7/10.
Jason Solomon, do The Observer, elogiou o elenco dizendo que "Cassel, Kassovitz e Kidman são lindamente graciosos". Ele continuou: "A comédia aqui é gentil, formada por mal-entendidos lingüísticos e confrontos culturais, e os constantes esforços de Chaplin para ser educado são bastante charmosos. O exotismo de Kidman, encapsulado por seu guarda-roupa chique, é um ar fresco em St. Albans". A BBC atribuiu ao filme 4 de 5 estrelas, elogiou as "performances infecciosas" de Chaplin e Kidman e descreveu-o como uma comédia tópica "brilhante" e "desviante, engraçada do começo ao fim". A CNN elogiou o "alcance espantoso" de Kidman e aplaudiu o diálogo como "muitas vezes agudo, espantosamente espirituoso e mostra uma inteligência irônica".
The New York Times descreveu o filme como "competente", mas criticou a trama como "insubstancial".

## Prêmios
- 2001 - Hollywood Film Festival - Atriz do ano (Nicole Kidman) - Venceu[13]